# 절망희 1부
《절망희 1부 ~Lost Arcadia~》(Riapsed/Erised ~잃어버린 낙원~)는 대한민국의 팀 바실리스크가 제작·발매한 비주얼 노벨이다. 팀 바실리스크의 네 번째 작품이다.

## 개요
- 절망희 시리즈의 둘째 편이자 팀 바실리스크의 두 번째 상용화 비주얼 노벨이다.
- 초회판과 일반판이 있는데, 이는 명목상이며 초회판은 2008년 9월 27일부터 2009년 3월 25일까지 판매된 내부 파일 특전이 포함된 DVD 팩을 가리키며, 일반판은 2009년 8월 15일부터 판매되는 캐릭터 카드 특전이 포함된 CD 팩을 가리킨다.
- 대한민국 비주얼 노벨 최초로 목소리 연기를 채용한 작품이다.
- 총 등장인물 40명 이상으로 현재 대한민국 최다 기록이다.
- 2010년 9월 10일부터 명목상 '축약판'인 절망희 1부 Retake ~Rondo of Marionette~(꼭두각시의 회선곡)가 공개되었다.

## 이야기
자신을 리아프세이드라 칭한 소녀.
그녀에 의해,
우리들의 세계는 깔끔히 멸망당했다.
하지만 이야기는 끝나지 않았다. 아니,
끝내지 못했다.
정말이지, 지금 이 시점에서 회상하는 나도 기가 질린다.
아이러니하게도, 우리들의 세계가 멸망한 그 시점에서
우리들의 이야기가 시작되었기 때문이다.
절망희 전야 The Prologue
Riapsed/Erised The Prologue
And
절망희 1부 Lost Arcadia
Riapsed/Erised Lost Arcadia
낙원을 잃어버린 자들의 이야기.
잊혀진 낙원에 대한 이야기.
그리고...
절망과 욕망에 대한 이야기.

## 등장인물
윤시형
성우 : 지미
절망희의 주인공. 파산고등학교 1학년 10반의 부반장. 누구에게나 친절하다고 진심으로 믿고 있는 평범한 고등학생으로, 여동생 수아와 어머니와 함께 옹기종기 다정한 생활을 보내고 있다. 반에서는 담임의 강제에 의해 부반장을 맡게 되었지만, 꽤나 착실하게 잘 수행 중. 언제나 파란이 일어나는 스쿨 판타지 라이프 중에서도 밸런스를 지키며 살아가고 있는 성실한 청소년.
다시 말하지만, 분명 본 이야기의 주인공이다.
생일 : 5월 5일
혈액형 : A형
좋아하는 것 : 여유
싫어하는 것 : 트러블
취미 : 건전한 문화생활(웹서핑), 건전한 놀이(온라인 게임), 그외 건전한 취미들.
특기 : 착한 척 하기, 성실한 척 하기, 놀리기.
수아
성우 : 별
윤시형의 여동생. 오빠꺼는 다 내꺼. 윤시형의 표현에 의하면 "가내 불법 침입 후 집안에 눌러 앉은 거머리"라고 한다. 아직 윤시형이 철이 없었을 당시, 멋 모르고 길가에서 주워온 여자 아이. 지금은 어느새 "가족화"되어 있다. 오빠를 좋아하지만, 그것이 가족으로서의 오빠. 혹은 연인으로서의 오빠. 그런 것이 아니라 순전히 "너는 나의 소유물이다. 소년." 같은 식이라, 그 오빠 처지로선 꽤나 난감한 여동생. 오빠와 단 둘이 있을 시에는 착실하게 태클러의 역할을 수행해 오빠의 주가를 착실하게 떨어뜨리지만, 집을 나가면 "아무것도 모르며 오빠에게 휘둘림 당하는 가련한 여동생"의 이미지를 서슴없이 행세해, 사실상 윤시형의 적. 윤시형의 사회적 지위를 떨어뜨리는 악마.
등등 그러한 점을 제외하면 어디에나 있을 법한 평범한 여동생.
생일 : 1월 7일
혈액형 : A형
좋아하는 것 : 오빠(아이템으로서의 가치)
싫어하는 것 : 오빠를 탐내는 악의 무리.
취미 : 오빠 괴롭히기. 오빠 관찰하기. 오빠 염탐하기. 오빠 놀리기. 오빠 가지고 놀기. 오빠 낚기.
특기 : 공부.
한정임
성우 : 까만괭이
윤시형의 어머니. 무서운 사람. 두말할 것도 없이 아들을 사랑하는 한 사람의 어머니. 아들을 너무나도 아껴서 메신저를 기반으로 한 온라인 조직 "학부모 네트워크"에 가담해 언제나 아들을 예의 주시 지켜보고 있다. 아들의 평소 행실. 아들의 꿈. 아들이 좋아하는 것. 물론 이런 것도 체크는 가끔씩 하고 있지만 아들의 성적 혹은 쪽지 시험 결과, 등에 대해 누구보다도 자세히 알고 있다고 자부하고 있다. 평소에는 미용실을 운영하고 있으며 가끔 홀로 멀리 여행을 떠나는 것이 취미. 물론 그 때마다 빨래와 밥을 포함한 집안일은 집안의 가장. 윤시형에게 떠넘긴다. 수아의 대학 등록금을 윤시형이 버는 조건으로 수아를 집안에 들이는 것을 허가한 장본인. 하지만 알고보면 언제나 그렇듯 분명 좋은 사람일거라고, 윤시형은 눈치를 보며 말한다.
생일 : 2월 29일
혈액형 : A형
좋아하는 것 : 아들. 남편. 검 수집.
싫어하는 것 : ???
취미 : 다른 사람 머리 스타일 마음대로 바꾸기.
특기 : 검술.
에리카
성우 : 미류
윤시형을 운명의 상대로 생각해 집 안으로 들어온 소녀. 월 100만원 바가지 집세를 내는 조건으로 집 안에 들어오게 된다. 본인은 한국계 미국인이라고 주장하고 있다.
생일 : ???
혈액형 : ???
좋아하는 것 : ???
싫어하는 것 : ???
취미 : 레고 조립.
특기 : 연기.
고무신
성우 : 강철백수
윤시형의 절친한 친구. 1학년 10반의 반장. 스포츠 클럽의 보스. 1학년 10반을 이끌어가는 거대한 권력 중 하나... 라고 윤시형이 장난 삼아 말하는 상대. 언제나 과묵하며 툭툭 내뱉듯이 말을 짧게 하지만, 책임감이 투철해 많은 사람의 신뢰를 받고 있다. 또한 1학년 10반의 강대 조직 중 하나인 "스포츠 클럽"의 길드장을 맡고 있기도 하다.
부연설명 : 스포츠 클럽 - 좋게 말하자면 사이버 스페이스의 차세대 유희거리를 탐닉하는 건전한 무리지만, 사실대로 말하자면 온라인 게임 폐인들의 연합체다. 여기서 스포츠는 E - 스포츠를 의미하며, E-스포츠 대회에 단체로 참가해 연대 의식을 쌓는다고 해 생겨난 이름이다. 이와 대비되는 대표적인 조직으로는, "독서 클럽"이 있다.
생일 : 3월 7일
혈액형 : B형
좋아하는 것 : 커뮤니케이션. 일기. 공대.
싫어하는 것 : 악플러
취미 : 길드원 소집하기. 공지 띄우기.
특기 : 반장 노릇
얀화린
성우 : Chen
윤시형의 절친한 친구. 1학년 10반의 흑막. 독서 클럽의 마스터. 1학년 10반을 이끌어가는 거대한 권력 중 둘... 이라고 윤시형이 장난 삼아 말하는 상대. 언제나 쿨하게 마스터의 분위기를 전파하고 있다. 1학년 10반의 강대 조직 중 하나인 "독서 클럽"의 마스터를 맡고 있다.
부연설명 : 독서 클럽 - 좋게 말하자면 이국의 다양한 문물을 즐기는 건전한 무리이고 사실대로 말하면 애니메이션&게임 폐인들. 스포츠 클럽이 주로 온라인 게임에 혈연이 되어 있는 것에 비해 이쪽은 주로 콘솔 게임과 애니메이션의 매니아가 많은 것이 특징이다. 주로 블로그와 커뮤니티 사이트를 이용해 친목을 도모하며 각종 게임, 애니메이션 행사를 이용한 정모를 통해 연대의식을 구축하는 무시무시한 집단.
생일 : 7월 7일
혈액형 : B형
좋아하는 것 : 아이스크림.
싫어하는 것 : 찌질이. 소심한 남자.
취미 : 일 벌리고 손 빼기. 아이스크림 먹기.
특기 : 기선 제압.
쿠사나기 마카베
성우 : 불량산타
윤시형의 절친한 친구. 1학년 10반의 흑막. 독서 클럽의 마스터. 파산 고등학교의 "장기 교환 학생 제도"의 첫 희생자. 교환 학생 제도에 의해 파산 고등학교에 전학 오게 되었으며 현재 6개월째 재학 중. 독서 클럽을 만든 장본인이지만 지금은 2인자로 전락한 불운한 사나이. 화린이를 좋아하고 있지만, 고백했다가 차인 경력이 있다.
생일 : 9월 1일
혈액형 : B형
좋아하는 것 : 웬만한 것은 무리없이 좋아한다. 고 본인은 말한다. 소프트부터 하드코어까지.
싫어하는 것 : 메탈 슬라임
취미 : X-BOX Live.
특기 : 일 벌리기.
티나
성우 : voa
윤시형의 담임 선생님. 모두의 티나. 1학년 10반의 담임 선생이며 담당 과목은 도덕. 언제나 아이들을 소중하게 여기는 성실한 담임 선생이 바로 나다. 라고 아이들에게 주입시키는 열혈 교사. 어둠의 인프라 조직. 학부모 네트워크와 연계하거나, 온라인 게임에 접속해 스포츠 클럽의 캐릭터들을 PK시켜 그들의 게임에 대한 욕구를 접게 만드는 등, 여러모로 이곳 저곳에서 뛰고 있는 활발한 선생님. 마법이나 특수한 능력을 쓸 수 있었다면, 분명 커다란 악의 조직을 만들었을 거라고 아이들을 말하고 있다.
1학년 10반은 2학기부터 맡게 되었다.
생일 : 12월 24일
혈액형 : AB형
좋아하는 것 : 학생들의 관심사 제거. 이기는 것.
싫어하는 것 : 지는 것.
취미 : 학생 면담.
특기 : 학생 면담.
진하연
성우 : 겨울달 (현 OK수수)
1학년 9반에 있는 활발한 태권 소녀. 하지만 실제로 태권도를 실전에서 쓰는 것을 본 사람은 아무도 없다. 그것도 그럴게, 사실 태권도는 실전에서 그렇게 보기가 흔하지 않은 무술이기 때문이다. 공중 이단 옆차기 따위, 영화를 너무 많이 봤구나! 그런 느낌. 그렇기에 교내 혁명 전선을 펼치며 최전방에서 싸우는 무술가가 아닌 이상, 혹은 로봇에 일생을 바친 박사가 만들어낸 모 로봇의 조종사가 아닌 이상, 태권 소녀라는 설정은 아무래도 상관 없는 것이다.
...
1학년 9반에 있는 활발한 소녀. 친구인 나영이의 절친한 단짝이라고 여기고 있지만, 나영이로부터는 꽤나 미움을 받고 있어 조금은 걱정 태산인 청춘 소녀.
생일 : 5월 17일
혈액형 : O형
좋아하는 것 : 내기. 로봇.
싫어하는 것 : 우울한 일들.
취미 : 스포츠라면 뭐든지.
특기 : 스포츠라면 뭐든지.
신나영
성우 : voa
1학년 9반. 언제나 삐져 있는 듯한 소녀. 1학년 9반에 있는 시니컬한 이미지의 붉은 머리 소녀. 소문으로는 귀족 집안의 자제지만, 실제로 확인한 사람은 아무도 없다. 오토바이를 타고 한계 속도까지 달리는 것이 취미라고 말하지만, 실제로는 안전 운전 주의자. 언제나 자신을 귀찮게 구는 진하연을 싫어한다.
생일 : 1월 15일
혈액형 : A형
좋아하는 것 : 오토바이.
싫어하는 것 : 수다쟁이.
취미 : 레이싱
특기 : 공부.
신유희
성우 : 류우하 (현 강위)
1학년 9반. 나영이의 그림자. 언제나 신나영을 따라다니는 정체 불명의 소녀. 전 학생과 교사를 대상으로 한 아이큐 테스트에서 "1"이라는 판정을 받은 무서운 소녀. 시험을 치면 기적같이 오답만을 찍어내거나 하는 일이 있어, 굉장한 천재라는 소문이 있다. 어떻게 해서 학교에 들어오게 되었는 지는 불명. 평범하지 않은 사람임에는 틀림없지만, 본인은 전혀 신경을 쓰지 않는 것 같다.
생일 : 6월 7일
혈액형 : B형
좋아하는 것 : ???
싫어하는 것 : ???
취미 : ???
특기 : ???
유지은
성우 : 별
1학년 9반. 화린이의 단짝 친구. 다른 아이들과는 별로 친하게 지내지 않고 화린이만 붙어 다니는 소녀.
생일 : 8월 1일
혈액형 : B형
좋아하는 것 : ???
싫어하는 것 : ???
취미 : ???
특기 : ???
알프레드
성우 : HYPER
1학년 9반. 외국인. 난데없이 1학년 9반으로 전학 온 외국인 학생. 온 지 일주일도 안 돼 교내에 자신의 팬클럽을 만든 무시무시한 녀석이다. 왠지 모르겠지만 특별 대우를 받고 있어, 토요일엔 학교를 빼먹고 해외 여행을 다니고 있다. 여성에게는 언제나 존댓말을 쓰지만 남자에겐 반말을 쓴다. 1학년 남자들의 공공의 적.
생일 : 6월 6일
혈액형 : A형
좋아하는 것 : 꽃, 향수, 모험
싫어하는 것 : 과학
취미 : 팬클럽과의 미팅
특기 : 꽃잎 뿌리기
신진수
성우 : 츠히
중학교 2학년 1반. 나영이의 동생. 신나영의 남동생. 누구에게나 까칠하게 대하는 것은 누나와 변함없이 똑같다. 지금은 "가련 소녀 모드"를 열심히 수행하고 있는 수아에게 반해 있는 상태.
아아, 불행한 인생이여.
생일 : 7월 3일
혈액형 : B형
좋아하는 것 : 수아.
싫어하는 것 : 윤시형
취미 : 언니 돌보기(본인 주장)
특기 : 일기 쓰기
쿠사나기 아키
성우 : 아일
중학교 2학년 1반. 마카베의 동생. 쿠사나기 마카베의 여동생. 언제나 폐인의 분위기를 줄줄 내뿜는 마카베에 비하면, 정말로 성실하게 살아가는 애착 소녀. 집에선 모든 가사를 책임지고 있다.
생일 : 3월 9일
혈액형 : B형
좋아하는 것 : 청소.
싫어하는 것 : 게으른 사람
취미 : 오빠 구박하기
특기 : 쇼핑
전상현
성우 : HYPER
학생회장. 권력의 중심. 학생회's(학생회즈). 성적 우수. 키 큼. 미남. 못하는 것 없음. 등 학생회장이 되기 위해 태어난 듯한 남자. 모든 음모의 흑막이라는 소문이 퍼져 있지만, 실상은 아무도 모른다. 밴드 ~학생회즈~ 의 기타리스트. 그외에 각 방면으로 뛰어나, 대체 이 남자가 하지 못하는 것은 무엇인가 라는 의문이 들게 만든다.
생일 : 7월 15일
혈액형 : AB형
좋아하는 것 : 바보
싫어하는 것 : 자신보다 똑똑한 자.
취미 : 밴드 활동, 외주. 기타 등등.
특기 : 말하는 것 마다 특기.
안현진
성우 : 가오리
학생회 임원...이지만 바보다. 자신이 인터넷에 올린 소설을, 지금의 학생회장이 신랄하게 까서 그것을 계기로 친구가 되었다는 소문이 있다. 어쩌다 보니 학생회 임원까지 되었지만, 그래도 바보. 교내 공인 바보. 언제나 학생회장에게 휘둘리고 있지만, 자신은 전혀 모르는 바보. 하지만 미워할 수는 없는 바보. 이미 바보.
생일 : 2월 8일
혈액형 : AB형
좋아하는 것 : 활기찬 일상
싫어하는 것 : 슬럼프
취미 : 소설 쓰기. 노래 부르기. 뛰기.
특기 : 구박 당하기.
송신현
성우 : 무라이
학생회 임원. 전상현과 안현진, 송신현까지 해서 ~학생회즈~ 완성. 언제나 과묵한 부회장. 바보와 나르시스트를 책임지고 있다. 자신이 언제나 모든 뒷수습을 하고 있다고 생각하지만, 알게 모르게 그 나르시스트에게 이용당하는 불행한 입장.
밴드에서는 드럼을 맡고 있다.
생일 : 11월 11일
혈액형 : B형
좋아하는 것 : 클래식 음악
싫어하는 것 : 수다쟁이
취미 : 딱히 없음.
특기 : 뒷수습
연나래
성우 : 나루시아
학생회. 무서운 사람. 점점 바보화되어가는 학생회 멤버에서 유일하게 정상인인 채 유지하고 있는 사람. 평상시엔 온화한 이미지로 연기하지만, 본심을 내비치는 자리에선 그 누구보다도 독설적이고 배려가 없다. 여기까지도 철저한 이미지 관리에 속하지만, 한번 핀트가 엇나가면 수아만큼이나 얄미운 본성을 드러낸다.
생일 : 11월 11일
혈액형 : A형
좋아하는 것 : 스포라이트
싫어하는 것 : 바보
취미 : 공부.
특기 : 메모, 독설.
정미희
성우 : 미류
학생회. 나래의 그림자. 평상시엔 언제나 그림자처럼 나래를 따라다니며, 비서 같은 모습으로 언제나 나래를 챙겨주는 아이. 단순히 숙제를 도와주는 것부터 시작해, 나래가 술을 먹고 난리를 부리면 기절시켜 데려가는 것까지, 거의 보호자에 가까운 모습을 하고 있다.
생일 : 8월 15일
혈액형 : A형
좋아하는 것 : 꽃꽃이
싫어하는 것 : 싸움
취미 : 수영.
특기 : 말 들어주기.
이즈 그누흐
성우 : 지미
길거리에서 윤시형과 조우한 정체불명의 도인.
때는 어느 날. 학교에서 내려오던 윤시형과 부딪혀, 윤시형의 인생이 지옥으로 떨어질 것을 예견한 남자. 물론 당사자는 전혀 진지하게 생각하고 있지 않다. 평상시엔 길 거리에서 도인 모드로 돈을 벌어들이거나, 아르바이트를 뛰기도 하지만, 밤에는 다른 모습을 보여주는 듯.
반쪽의 기사
성우 : 리나
쥬세페
성우 : 류우하 (현 강위)
???
기타 성우
리아프세이드 : 미류
사회자 : 지미
연극 나레이션 : 까만괭이
니즈 : 무라이
A : 저스티

## 제작진
- 기획·시나리오
  - Zad(현 공기)
- 일러스트
  - Mazin
  - 염군
  - 모낑
  - EL_Tau
  - 아카린
- 스크립트·연출
  - Zad(현 공기)
  - Jek
  - 아카린
- 판매
  - Jek
- 엔진
  - 바실리어트 (By 어트)
- 영상 제작
  - 아카린(1차 프로모션)
  - Distant(2차 프로모션)
- OP/ED
  - S.I.D-Sound
  - OP 〈Lost Generation〉(S.I.D-Sound 정규 2집 Decibe1 Magic 수록)
    - 작곡 : tacat
    - 편곡 : tacat
    - 작사 : 서량
    - 보컬 : 서량

  - ED 〈Tiny World〉
    - 작곡 : HiTaz
    - 편곡 : HiTaz
    - 작사 : Elika, tacat
    - 보컬 : Elika
- BGM
  - AQUA-MUSIC(애플소다, SHK)
- 성우 연출
  - IDramanet (총연출 : 무라이)
  - (성우 목록은 등장 인물 소개로 미룬다.)

## 같이 보기
- 절망희
- 팀 바실리스크
- S.I.D-Sound
- 비주얼 노벨
- 바실리어트